# Робертс, Джейн (первая леди Либерии)
Джейн Роуз Уоринг Робертс (урожденная Уоринг) (англ. Jane Roberts: ок. 1819, Виргиния, Британская Северная Америка — 10 января 1914, Лондон) — супруга президента Либерии Джозефа Дженкинса Робертса. Первая леди Либерии (1848—1856 и 1872—1876).

## Биография
Родилась свободной в американском штате Виргиния около 1819 года. Её отец, Колстон Уоринг, был священнослужителем и успешным бизнесменом. Продав свои активы в Америке, он переехал с семьёй и основал прибыльную коммерческую фирму в Либерии. В 1828 году был назначен колониальным агентом и губернатором Либерии.
Джейн получила образование в Либерии, научилась читать и писать, свободно говорила по-французски. Посвятила свою жизнь христианским благотворительным организациям и содействию образованию женщин.
В 1836 году вышла замуж за торговца Джозефа Дженкинса Робертса, который после обретения страной независимости стал первым президентом Либерии. Будучи первой леди страны, Джейн сопровождала мужа в некоторых из этих поездок, включая Барбадос, США, Англию, Бельгию и Францию. Во время государственного визита в Англию королева Великобритании Виктория приняла пару на своей королевской яхте и почтила их салютом из семнадцати орудий. Затем супружеская пара вернулась в Монровию на британском военном корабле. Президент Франции Наполеон III также встретился с ними в 1851 году.
После смерти супруга Джейн продолжала активно участвовать в жизни общества. В 1887 году начала заниматься строительством больницы в Монровии. Собирая деньги на проект, она посетила Соединённые Штаты, где пообедала с президентом Гровером Кливлендом и его женой в Белом доме, став единственной поступившей так чернокожей женщиной. Президент Кливленд в конечном итоге пожертвовал деньги на больницу.
В 1892 году Джейн встретилась с королевой Викторией во второй раз.
В конце жизни жила в Великобритании. Похоронена в Лондоне на Стритхэмском кладбище.